# Armoiries du Nigeria

Armoiries du Nigeria

Les armoiries du Nigeria sont un des emblèmes nationaux du Nigeria.
se compose d'un bouclier noir avec un blanc ondulé Pall, symbolisant la rencontre des Niger et Bénoué à Lokoja. Le bouclier noir représente le sol fertile du Nigeria, tandis que les deux supportant des chevaux ou des chargeurs de chaque côté représentent la dignité. L'aigle représente la force, tandis que les bandes vertes et blanches sur le dessus du bouclier représentent le sol riche. 
Les fleurs rouges à la base sont Costus spectabilis, la fleur nationale du Nigéria. Cette fleur a été choisie pour figurer dans les armoiries car elle se retrouve partout au Nigéria et représente également la beauté de la nation. La devise nationale du Nigéria depuis 1978 est : « Unité et Foi, Paix et Progrès » (anciennement « Paix, Unité, Liberté »).

## Description
L'aigle au sommet de l'emblème est un symbole de force.
La bande striée verte et blanche, qui rappelle les couleurs du drapeau national, fait référence pour le vert à l'agriculture, et pour le blanc à la paix et l'unité.
L'écu noir symbolise les richesses du pays, alors que les bandes argentées en forme de Y rappelle les deux principales rivières qui arrosent le Nigeria : le Niger et la Bénoué.
Les chevaux blancs de chaque côté sont un symbole de dignité.
Les fleurs sur le sol sont des crocus, fleur nationale du Nigeria.
Enfin le texte « Unity and Faith, Peace and Progress » (unité et foi, paix et progrès) est la devise nationale.

## Histoire
Ces armoiries sont un emblème national du Nigeria depuis la création du pays le 1er octobre 1960. Elles n'ont été modifiées qu'une fois, lors du changement de devise qui à l'origine était « Unity and Faith ».

## Usage au Nigeria
La représentation de ce blason est obligatoire dans tous les édifices publics du Nigeria, il doit être placé à la gauche du portrait du président.